# Tacte rectal
El tacte rectal és l'exploració física més habitual en l'examen anorectal, útil per al diagnòstic o per a la detecció precoç d'algunes patologies de la regió pelviana. Consisteix en l'exploració dels esfínters de l'anus, del recte i de les estructures anatòmiques que formen el aparell genitourinari tant d'homes com de dones, mitjançant la palpació digital realitzada introduint un dit a través de l'esfínter anal. És especialment útil en patologia de pròstata o del recte, així com per a l'avaluació masculina i femenina per la presència de fecalomes, masses perianals o glúties de qualsevol índole, tant benignes com malignes; també és útil per avaluar reaccions o masses de cossos estranys tant de substàncies injectades al gluti com introduïdes per la regió perianal.

## Procediment
El tacte rectal (en llatí, palpatio per anum: PPA) és un procediment relativament senzill. El pacient es despulla, llavors es col·loca en una posició on l'anus estigui accessible (recolzat sobre un costat, a la gatzoneta en la taula d'examen, doblegat sobre la taula d'examen, o ficat al llit amb els peus en els estreps).
Durant el tacte rectal es poden localitzar estructures veïnes, les àrees que poden ser palpades són: pròstata, coll uterí, i fons de sac de Douglas, el bulb del penis, el diafragma urogenital, l'anell anorectal, i punts de referència anatòmics propers. Així i tot hi ha estructures que no poden ser palpades, com l'urèter (els dos tubs que van de cada ronyó a la bufeta urinària), i la uretra que, en un home, està dividida en tres parts, i està dins del penis. Després de finalitzar el tacte rectal s'ha de visualitzar en el dit utilitzat l'existència de restes hemàtics (rectorràgia, melenes) o altres restes associades.

### Preparació
Una vegada preparats adequadament el pacient i el metge amb els guants posats, es lubrica el dit índex amb un lubricant hidrosoluble que no danyi el làtex dels guants, crema de glicerina, amb anestèsic o sense, per a produir la menor molèstia possible al pacient.

### Palpació
Si el pacient està estirat sobre un costat, el metge generalment haurà d'acostar una o ambdues cames sobre el seu pit. Si el pacient està inclinat sobre la taula d'examen, el metge haurà de col·locar els colzes sobre la taula i ajupir-se lleugerament. Si el pacient utilitza la posició supina, el metge li demanarà al pacient que es mogui cap al final de la taula d'examen fins que les seves natges estiguin situades just més enllà del final. Llavors el pacient podrà col·locar els seus peus en els estreps (si existeixen).
El metge separa les natges i normalment examina l'àrea externa (anus i perineu) per a qualsevol anormalitat com a hemorroides, embalums o erupcions cutànies. Després, a mesura que el pacient es relaxa, amb lubricant o sense, el metge llisca un dit en el recte a través de l'anus i palpa l'interior durant un curt espai de temps (aproximadament de 5 a 60 segons), palpant les àrees, perineal i sacrococcígia, buscant l'existència de masses, induració i fluctuació. Posteriorment, després de l'aplicació d'abundant lubrificant en el dit i dipositar part en l'orifici anal, es recolza el rovell del dit en la comissura anterior de l'orifici. Es realitza habitualment amb el segon dit de la mà dominant i es pressiona ferma i acuradament per vèncer la resistència de l'esfínter i lentament a través del canal anal s'introdueix fins al màxim possible en l'ampolla rectal. De vegades amb fissures anals molt doloroses no és possible ni recomanable fer-ho.
La profunditat màxima assolida depèn de la longitud del dit del metge, de la constitució física del pacient i del seu grau de relaxació muscular, podent arribar a 10 cm i la inserció efectiva estudiada d'uns 7,5 cm. Durant el tacte s'ha d'examinar circunferencialment la mucosa rectal i el canal anal, valorant zones d'induració, tumefacció i fluctuació, irregularitats, excrescències i estenosi.

## Ús
Aquesta intervenció pot ser utilitzada:
- Per a la diagnosi de tumors rectals i altres formes de càncer;
- Per a la diagnosi de trastorns prostàtics, normalment tumors i hiperplàsia prostàtica benigna, encara que el tacte rectal freqüentment deixa escapar la detecció de més tumors en etapa primerenca que el -PSA - (Antigen prostàtic específic), entre els homes afroamericans i caucasians.[2][3] Si el PSA és positiu (freqüentment fals positiu), llavors es pot fer un DRE per reduir el fals positiu;[4]
- Per a la diagnosi d'apendicitis o altres exemples d'un abdomen agut (i.e. els símptomes abdominals aguts que indiquen una malaltia subjacent seriosa);
- Per a la valoració d'un esfínter anal, hipertónic que pot ser útil en cas d'incontinència fecal o malalties neurologiques, incloent lesions traumàtiques de la medul·la espinal ;
- En dones, per a palpacions ginecológicas d'òrgans interns;
- Amb anterioritat a una colonoscòpia o proctoscòpia;
- Per avaluar hemorroides;
- En nadons per excloure atrèsia anal.
- A través de la inserció dels dispositius mèdics que inclouen termòmetres o pilotes especials; per identificar problemes de digestió, paràsits, lesions en òrgans, hematomes anals, i objectes estranys en la cavitat rectal.

El tacte rectal no és adequat com a eina d'exploració per al càncer colorectal, ja que només examina menys del 10% de la mucosa colorectal ; és preferible una sigmoidoscòpia. Així i tot, és una part important d'un examen general, ja que molts tumors o altres malalties es posen de manifest en l'examen del recte. De vegades també pot ser recomanable una proctoscòpia .

## En la cultura popular
A causa dels tabús que envolten l'anus, el potencial d'incomoditat i la vergonya, el tacte rectal és un camp comú dins l'entorn de la comèdia, incloent episodis de Saturday Night Live, Impractical Jokers, Futurama, Pare de familia, Robin Williams (Comedy Album: Live 2002 - Disk 1- Trck 27 - "Maybe Because I'm Fifty") i la pel·lícula Fletch, amb M. Emmet Walsh com el metge general i Chevy Chase com el pacient que està sent examinat.
Activitats similars s'atribueixen als extraterrestres en els videojocs com: Saints Row IV, Gaia Online i Destroy All Humans!.

## Controvèrsies
La pràctica del tacte rectal sense el consentiment previ ha estat denunciada per molts pacients a diversos països. D'acord amb un informe dels mitjans de comunicació, un gran nombre d'estudiants de medicina a Austràlia i el Regne Unit no havia estat avisat que calia obtenir el consentiment previ dels pacients abans d'un tacte rectal. El 2008 un home als Estats Units va al·legar que havia estat obligat a ser sotmès a un tacte rectal, tot i haver presentat enèrgiques objeccions al personal de l'hospital.